# Racisme
Ne doit pas être confondu avec racialisme.
Le racisme est une idéologie qui, partant du postulat erroné de l'existence de races au sein de l'espèce humaine, considère que certaines catégories de personnes sont intrinsèquement supérieures à d'autres, dans une logique de degrés d'humanité pouvant aller jusqu'à déshumaniser celles infériorisées. Cette idéologie voit son émergence avec le racisme scientifique. Le racialisme, nommé racisme scientifique, est aussi une forme de racisme qui tente de soutenir l'existence de "races" à l'aide de la science,, mais le terme désigne aussi la validation du postulat erroné sur l'existence des races qui n'en déduit cependant aucune hiérarchie entre les expressions de la diversité naturelle des individus humains.
L'idéologie raciste peut être institutionnalisée et amener à privilégier une catégorie de personnes par rapport à une autre, qui se trouve reléguée à une classe sociale jugée inférieure et subit alors, de manière intersectionnelle, le mépris de classe en plus du racisme.
Cette hostilité envers une autre catégorie sociale (que la différence soit culturelle, ethnique – ou tout simplement due à une couleur de peau) se traduit aussi par des formes de xénophobie ou d'ethnocentrisme. Certaines formes d’expression du racisme, comme les injures racistes, la diffamation raciale, la discrimination, sont considérées comme des délits dans plusieurs pays.
Les idéologies racistes ont servi de fondement à des doctrines politiques conduisant à l'eugénisme, à pratiquer des discriminations raciales, des ségrégations ethniques et à des injustices et des violences pouvant aller, dans les cas extrêmes, jusqu'au génocide et à d'autres crimes.
Selon les sciences sociales, le racisme s’inscrit dans une dynamique de domination sociale à prétexte racial. Le « racisme inversé » est pour sa part une expression qui use du terme « racisme » pour décrire un acte ou un propos réactionnaire venant d'une personne racisée, ou au nom d'un groupe racisé. C'est encore une acception de la notion de racialisme, égalitarisme dans la différence glissant vers une inversion et perversion de l'antiracisme qui analyse désormais tout à l'aune de la couleur de peau et des injustices qui y sont liées.

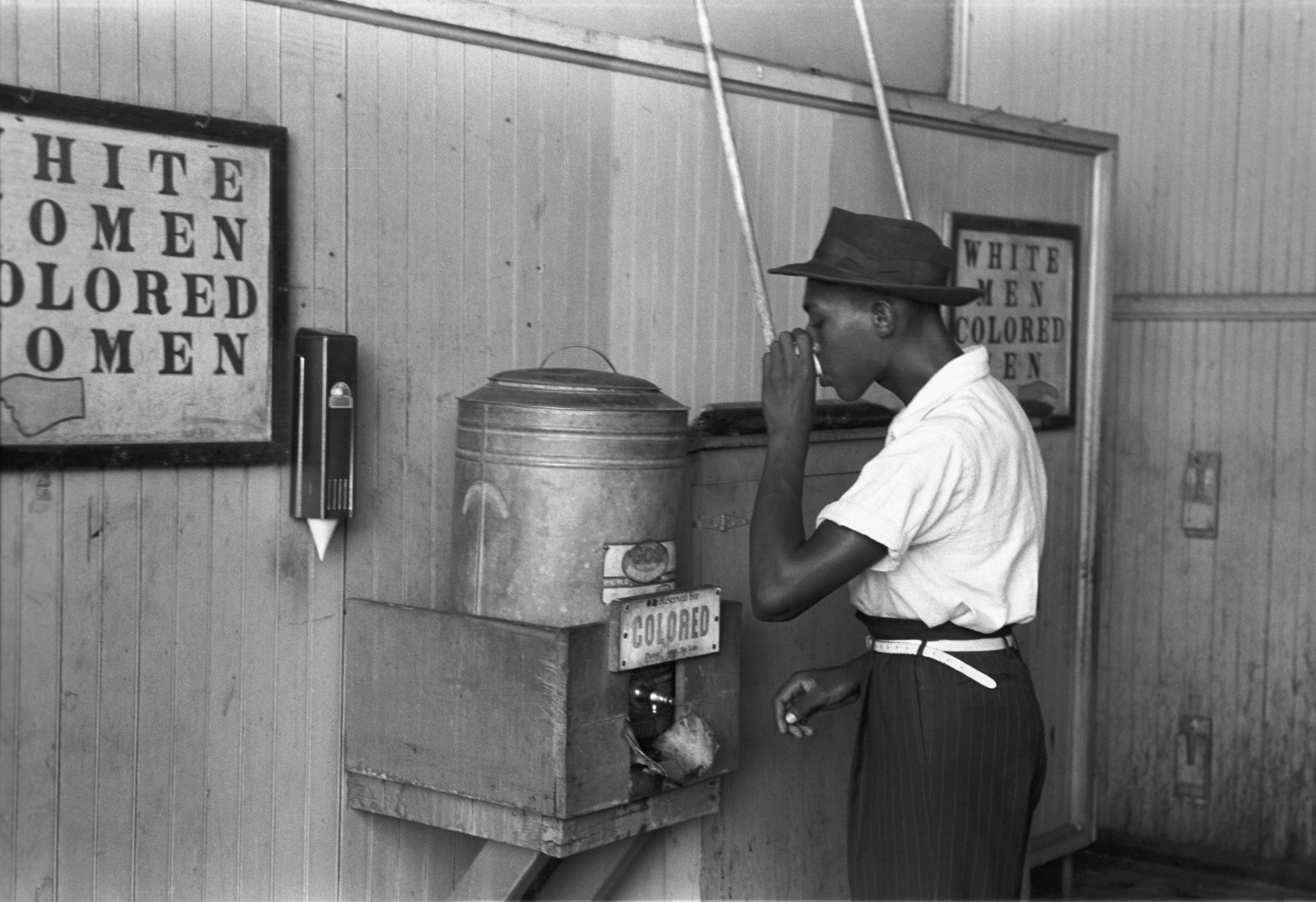
Un Afro-Américain buvant de l'eau uniquement réservée aux gens « de couleur » (colored men).
- Oklahoma City, 1939

Propagande américaine contre les japonais pendant la Seconde Guerre mondiale. Le texte dit : Qu'allez-vous faire pour contrer ça ? Restez au travail jusqu'à ce que tous les meurtriers Jap' soient balayés !

## Étymologie
Le terme est apparu à l'époque moderne. Selon le TLFi, le mot racisme serait apparu en 1902 alors que le mot raciste daterait de 1892.
Selon Charles Maurras, Gaston Méry (1866-1909), pamphlétaire, journaliste collaborateur à La Libre Parole — le journal antisémite et polémiste d'Édouard Drumont — est la première personne connue à avoir utilisé le mot « raciste » en 1894,,.
Toutefois l'adjectif « raciste » et le nom « racisme » ne s'installent dans le vocabulaire général en France qu'à partir des années 1930. Léon Trotski l'emploie en 1930 dans son Histoire de la révolution russe, pour qualifier les tenants modernes des théories racistes, ce qu'il développera encore en 1933 vis-à-vis du nazisme.
Les deux mots font leur entrée pour la première fois dans le dictionnaire français Larousse en 1932.

## Idéologies, perception et pratique
La littérature met, au XIXe siècle, en avant le caractère pluridimensionnel du racisme. On peut distinguer :
- sa dimension conceptuelle et idéologique : il s’appuie sur des systèmes de discours qui prétendent à la scientificité[20] ;
- sa dimension perceptive : il constitue un regard, un prisme qui oriente et instruit notre perception de « l'Autre »[21] ;
- sa dimension pratique : le racisme en actes se manifeste par des actions individuelles (violences, insultes…) ou des systèmes de domination institutionnalisés (apartheid, ségrégation, colonisation, esclavage…)[22].

## Race en tant que construction sociale
Si la notion de « race humaine » et le concept du racisme sont partie liée, l’étude de leurs relations nécessite d’opérer une première distinction entre la race en tant que mésusage des sciences et la race en tant que construction sociale que l’on peut définir comme  étant un signe ou un ensemble de signes par lesquels un groupe, une collectivité, un ensemble humain est identifié, dans le contexte historique donnant naissance au racisme scientifique. La "race" est une identité socialement construite, variant suivant les sociétés et les époques et non pas un phénomène naturel. Les définitions  de « race » se sont appuyées sur de présupposés caractères physiologiques, ou comportementaux qui seraient distinctifs et qui relèveraient de la biologie.
La classification biologique des êtres humains démontre que la notion de race humaine n'est pas pertinente pour caractériser les différents sous-groupes géographiques de l'espèce humaine, car la variabilité génétique entre individus d'un même sous-groupe est plus importante que la variabilité génétique moyenne entre sous-groupes géographiques,.
Le consensus scientifique actuel rejette l’existence d'arguments scientifiques qui pourraient légitimer la notion de race, reléguée à une représentation arbitraire selon des critères morphologiques, ethnico-sociaux, culturels ou politiques. Cette autonomie se manifeste pleinement depuis la seconde moitié du XXe siècle où les effets du système de perception raciste perdurent en dépit d'un usage moins fréquent, et malgré le rejet du concept de race par la communauté scientifique.
Néanmoins, l'idée socialement construite que des races puissent exister reste observable dans la majorité des sociétés contemporaines, et se nomme racisme.

## Théories raciales auxXIXesiècleetXXesiècle

### Théories raciales du XIXe siècle

#### Racisme scientifique
La IIIe République est une période d'institutionnalisation et de formalisation du savoir scientifiques. C'est ainsi que les anthropologistes français sont rassemblés autour de la Société et de l’École d'anthropologie de Paris. Paul Broca lui donne pour mission en 1866 de contribuer à « la description particulière et la détermination des races ». Cette analyse des races est selon l'auteur le domaine spécifique de l'ethnologie, deuxième sous-catégorie dans la science anthropologique. Elle a donc pour fondement idéologique l'idée de l'existence d'une multiplicité de races qu'il s'agit de classifier et d'expliquer. Ces anthropologistes estiment que les races se développent d'abord par l'hérédité. Celle-ci est censée transmettre les caractéristiques physiques, mais aussi morales. Le développement des races est aussi influencé par le milieu de vie et par les métissage. Cette dernière notion les incite à penser qu'il n'existe pas de race pure en Europe, mais seulement des races métissées - au contraire des milieux nationalistes contemporains. A cet égard, l'école de Broca défend que les mélanges raciaux ne se fassent qu'avec des races dites proches. Cette pensée s'accompagne de fait d'une hiérarchie des races. La race dite blanche serait supérieure aux races dites jaune ou noire. Cette hiérarchie est expliquée par des démonstrations pseudo-scientifiques qui rapprochent des caractéristiques physiologiques à des caractéristiques animales. Cependant, nombre de ces scientifiques admettent la difficulté de discerner précisément ces races à cause des métissages.
Cette période se caractérise donc aussi par une formalisation des techniques dites scientifiques qui devaient permettre une analyse plus précise du phénomène des races. L'anthropométrie se construit à cette époque. Broca est aussi l'auteur d'Instructions générales qui définissent les différentes méthodes d'analyse que les étudiants doivent ou peuvent emprunter.
Essai sur l'inégalité des races humaines est un ouvrage du Français Joseph Arthur de Gobineau paru en 1853 et visant à établir l'existence de races et de différences les séparant. L’ouvrage sera l’un des fondements des idéologies racistes du XXe siècle.

### Entre-deux-guerres

#### Anthropologie raciste
Les anthropologues français s'avèrent critiques à l'égard de l'idée d'une race pure, défendue par les nazis. Contre la propagation de cette idéologie, ils se rassemblent notamment autour de la revue Racisme et Antiracisme de 1937 à 1939 pour proposer une approche dite scientifique du phénomène racial et critiquer la pensée d'une supériorité de la race blanche. Néanmoins, cette critique de l'idée d'une race pure, ne se départ pas pour certains scientifiques de l'idée d'une hiérarchie tout de même existante. C'est ainsi que Henri Neuville utilise le concept de races primitives pour penser l'infériorité des populations humaines plus lointaines à partir de leurs caractéristiques physiques. De même, Jacques Millot, dans ses articles de l'entre-deux-guerres, analyse l'infériorité des personnes noires par exemple à partir de leur capacité crânienne plus réduite qui expliqueraient selon lui qu'ils n'aient que 75 à 80 % de l'intelligence des personnes blanches. Il tient encore ces propos dans l'immédiat après-guerre dans son cours de Physiologie des races humaines à l'Institut d'ethnologie de l'université de Paris.

## Système de perception

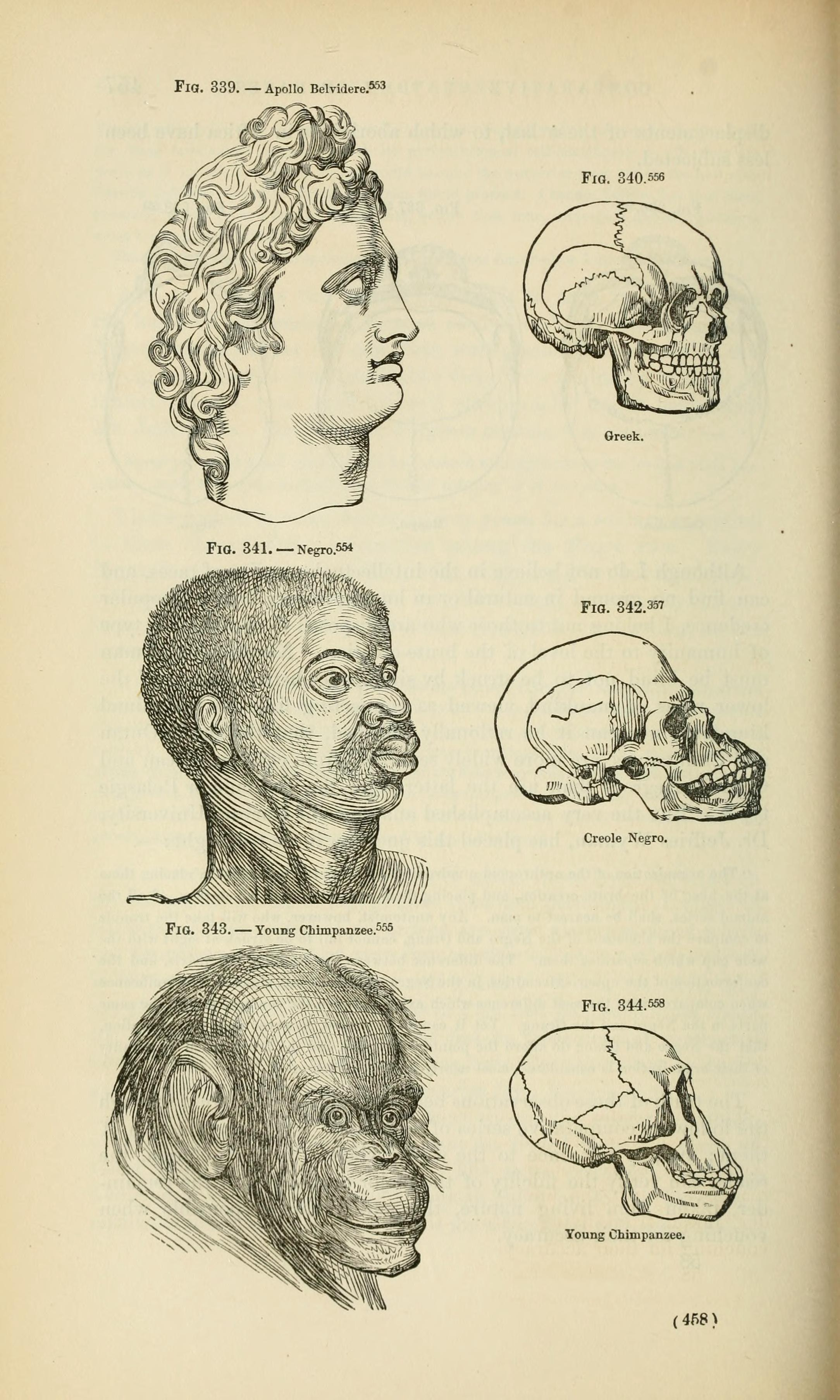
Dessins provenant d'Indigenous races of the earth (1857) de Josiah C. Nott et George Gliddon, qui suggèrent que les Noirs sont aussi distincts des Blancs que le sont les chimpanzés.

Le mécanisme perceptif du racisme peut être décomposé en plusieurs opérations.

### Focalisation
Le racisme se fonde sur la focalisation du regard du raciste sur une différence, souvent anatomique. Elle peut être « visible » – la pigmentation de la peau – mais ne l’est pas nécessairement : le regard raciste peut exister sans s’appuyer sur des différences visuelles évidentes. La littérature antisémite a ainsi abondamment cherché, sans succès, à définir les critères qui pourraient permettre de reconnaître visuellement les Juifs et a finalement dû mettre en avant des différences invisibles, imperceptibles pour l'œil humain[réf. souhaitée].

### Totalisation
Le racisme associe des caractères physiques à des caractères moraux et culturels. Il constitue un système de perception, une « vision syncrétique où tous ces traits sont organiquement liés et en tout cas indistinguables les uns des autres ». L'identification des traits physiques ou la reconnaissance du signe distinctif (l'étoile juive par exemple) génère immédiatement chez le racisant une association avec un système d'idées préconçues. Dans le regard du racisant, « l'homme précède ses actes ». Si la focalisation du regard raciste rend le corps visé plus visible que les autres, il a donc aussi pour effet de faire disparaître l’individualité derrière la catégorie générale de la race.

### Essentialisation et limitation
Le raciste considère les propriétés attachées à un groupe comme permanentes et transmissibles, le plus souvent biologiquement. Le regard raciste est une activité de catégorisation et de clôture du groupe sur lui-même.

### Hiérarchisation
Le racisme s’accompagne souvent d’une péjoration des caractéristiques du groupe visé. Le discours raciste n’est toutefois pas nécessairement péjoratif. Pour Colette Guillaumin, les « bonnes caractéristiques font, au même titre que les mauvaises caractéristiques, partie de l’organisation perceptive raciste ». La phrase « Les Noirs courent vite » constitue ainsi un énoncé raciste malgré son apparence méliorative[réf. souhaitée].
Le discours raciste peut évoquer la supériorité physique des groupes visés (ainsi la vigueur ou la sensualité des Noirs) pour souligner par contraste leur infériorité intellectuelle. Les qualités qui leur sont attribuées (l’habileté financière des Juifs par exemple) sont la contrepartie de leur immoralité ou alimentent la crainte de leur pouvoir souterrain.
Mais plus encore, au-delà du contenu — positif ou négatif — des stéréotypes racistes, l’activité de catégorisation, de totalisation et de limitation de l’individu à des propriétés préconçues n’est en soi pas une activité neutre du point de vue des valeurs. Dans cette perspective, voir et penser le monde social dans les catégories de la race relève déjà d'une attitude raciste.

## Origines
Historiens et ethnologues ne sont pas d'accord sur la question de l’origine du racisme ; deux conceptions principales s'opposent à ce propos. La première considère que le racisme est un sous-produit du capitalisme européen, en lien avec le colonialisme. La seconde que différentes formes de racisme se sont succédé au cours de l’histoire en Europe, et ce depuis l'Antiquité.
Une autre approche considère que le racisme vient de l'idée de classifier scientifiquement l'humain en races.
Le terme « race », appliqué à des êtres humains, est écrit pour la première fois en 1684 par François Bernier, dans un article du Journal des Sçavans. Il y écrit « quatre ou cinq espèces ou races d’hommes dont la différence est si notable qu’elle peut servir de fondement à une nouvelle division de la Terre »,.

### Sociétés prémodernes
Il existe entre les historiens, depuis la seconde moitié du XXe siècle, un consensus relativement large pour considérer que l'utilisation de la notion de racisme dans l’Antiquité est un anachronisme.

#### Moyen Âge
C’est surtout le Moyen Âge qui donne des arguments aux partisans de l’existence d’un racisme antérieur à la modernité. Pour l’historien spécialiste de l'antisémitisme Gavin I. Langmuir, l'une de ses manifestations serait la cristallisation de l’antijudaïsme des premiers théologiens chrétiens en un antisémitisme chrétien dès le XIIIe siècle. D’autres en voient les premières manifestations dès la fin du XIe siècle et les premiers pogroms qui jalonnent la première croisade populaire menée par Pierre l'Ermite. Au XIIIe siècle, la crise rencontrée par l’Église catholique, menacée par les hérésies cathares, albigeoises, vaudoises aboutit à une rigidification de sa doctrine qui se manifeste notamment par la création de l'Inquisition dans les années 1230 et par ce que Delacampagne désigne comme la « démonisation » des « infidèles ».
Selon Delacampagne, l’idée que la conversion absout le Juif s’efface alors devant la croyance que la judéité est une condition héréditaire et intangible. Ce mouvement n’épargne d’ailleurs pas d’autres catégories de la population. Sa manifestation la plus probante est la mise en place progressive à partir de 1449 d’un système de certificat de pureté de sang (limpieza de sangre) dans la péninsule Ibérique pour accéder à certaines corporations ou être admis dans les universités ou les ordres. Ce mouvement, qui se traduit par le décret de l'Alhambra de 1492, concerne quatre groupes précis : les Juifs, les musulmans convertis (morisques), les pénitenciés de l’Inquisition et les cagots, c’est-à-dire les descendants présumés de lépreux.
Delacampagne mentionne la ségrégation qui touche cette dernière catégorie de population comme une étape majeure dans la constitution du racisme moderne. Selon lui, c'est la première fois que la discrimination d’un groupe social reçoit au XIVe siècle une justification appuyée sur les conclusions de la science. Les chirurgiens, tel Ambroise Paré, apportent en effet leur caution à l’idée que les cagots, descendants présumés de lépreux, continuent de porter la lèpre bien qu’ils n’en manifestent pas les signes extérieurs.

#### Qualifié de racisme, sans usage du terme race

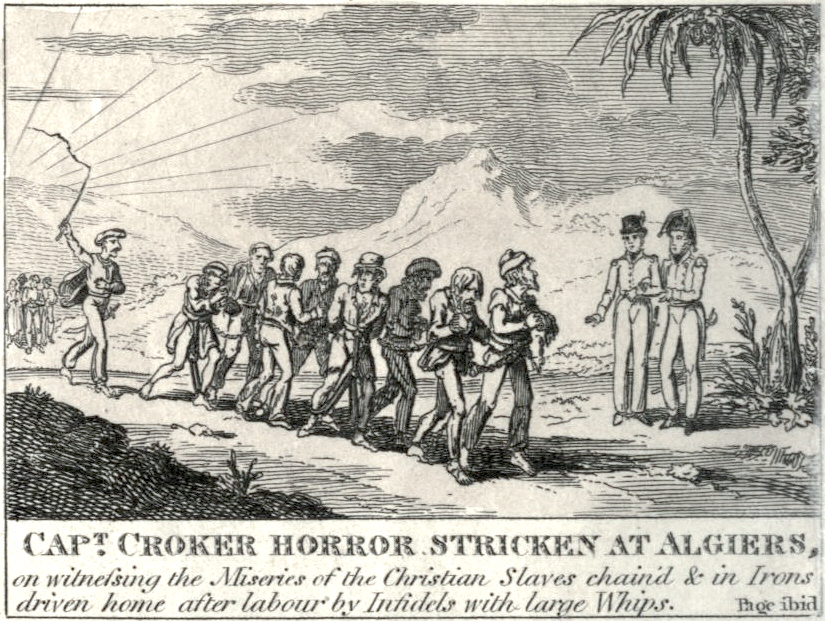
Esclaves européens menés au fouet par un Arabe (1815).

Des études ont mis en avant l’existence d’attitudes que leurs auteurs considèrent comme racistes dans des sociétés extérieures à l’aire culturelle européenne.
Les travaux menés par l’historien Bernard Lewis sur les représentations développées par la civilisation musulmane à l’égard des autres êtres humains concluent sur l’existence d’un système perceptif qu’il qualifie de raciste, notamment à l’égard des populations noires.
Au Moyen Âge, le racisme des Arabes à l'égard des Noirs, en particulier des Noirs non musulmans, fondé sur le mythe de la malédiction de Cham, le père de Canaan, prononcée par Noé, servit de prétexte à la traite négrière et à l'esclavage, qui, selon eux, s'appliquait aux Noirs, descendants de Cham qui avait vu Noé nu lors de son ivresse (une autre interprétation les rattache à Koush). (Histoire extraite de la Bible). Les Noirs étaient donc considérés comme « inférieurs » et « voués » à l'esclavage. Plusieurs auteurs arabes les comparaient à des animaux. Le poète al-Mutanabbi méprisait le gouverneur égyptien Abu al-Misk Kafur au Xe siècle à cause de la couleur de sa peau. Le mot arabe aabd عبد (pl. aabid عبيد) qui signifiait esclave est devenu à partir du VIIIe siècle plus ou moins synonyme de « Noir », prenant une signification similaire au terme "nègre" dans la langue française du XXe siècle. Quant au mot arabe zanj, il désignait de façon péjorative les Noirs, avec une connotation raciale officielle que l'on retrouve dans les textes et discours racialistes. Ces jugements racistes étaient récurrents dans les œuvres des historiens et des géographes arabes : ainsi, Ibn Khaldoun a pu écrire au XIVe siècle : « Les seuls peuples à accepter vraiment l'esclavage sans espoir de retour sont les nègres, en raison d'un degré inférieur d'humanité, leur place étant plus proche du stade de l'animal ». À la même période, le lettré égyptien Al-Abshibi écrivait : « Quand il [le Noir] a faim, il vole et lorsqu'il est rassasié, il fornique ». Les Arabes présents sur la côte orientale de l'Afrique utilisaient le mot « cafre » pour désigner les Noirs de l'intérieur et du Sud. Ce mot vient de kāfir qui signifie « infidèle » ou « mécréant ».

### Racisme, issue de la notion de race
Les chercheurs qui conçoivent le racisme comme une spécificité de la modernité européenne s’accordent pour mettre en avant la conjugaison de trois facteurs dans la genèse  du racisme :
- Le développement de la science moderne. Il inaugure un système de perception essentialiste de l’altérité et un système de justification des conduites racistes qui s'appuient sur des théories à prétention scientifique de la race.
- Le développement de la libre-pensée antichrétienne qui s'oppose au monogénisme que soutient l'Église catholique.
- L’expansion colonialiste européenne qui débute au XVe siècle[53]. Elle entraîne la mise en place d’un système économique et social esclavagiste, et de traites négrières à destination des colonies ; parallèlement, elle s'accompagne du développement d’une attitude coloniale à l’égard des populations non européennes qui pénètre progressivement la métropole[54].

#### Biologisation du social
Pour Colette Guillaumin le racisme est contemporain de la naissance d’un nouveau regard porté sur l’altérité ; il est constitué par le développement de la science moderne et la substitution d’une causalité interne, typique de la modernité, à une définition externe de l’homme qui prévalait avant la période moderne.
Alors que l’unité de l’humanité trouvait auparavant son principe à l’extérieur de l’homme, dans son rapport à Dieu, l’homme ne se réfère désormais qu’à lui-même pour se déterminer. Comme l'attestent les débats théologiques sur l’âme des Indiens d'Amérique ou des femmes, le rejet de la différence et les hiérarchies sociales s’appuyaient sur une justification religieuse ou basée sur un ordre sacré (caste) ; ils se parent désormais des habits de la justification biologique, renvoyant à l’ordre de la nature. La conception de cette Nature elle-même connaît une mutation profonde : elle devient mesurable, quantifiable, réductible à des lois accessibles à la raison humaine.
Ce changement de regard engendre un système perceptif essentialiste : l’hétérogénéité au sein de l’espèce humaine ne doit son existence qu’à une différence logée dans le corps de l’homme, que les scientifiques européens s’acharneront à mettre en évidence tout au long du XIXe siècle et au cours de la première moitié du XXe siècle. Pour Pierre-Henri Boulle, on peut percevoir en France dès la fin du XVIIe siècle les premières expressions de ce mode de perception. C’est au XVIIIe siècle qu’il se répand parmi les élites politiques, administratives et scientifiques, avant de se généraliser au plus grand nombre dans le courant du XIXe siècle.
Pour Colette Guillaumin, ce mode de perception se généralise au tournant des XVIIIe siècle et XIXe siècle. Dans la première partie de son ouvrage Les origines du totalitarisme, Hannah Arendt date l’apparition de l’antisémitisme, qu’elle différencie de l’antijudaïsme, du début du XIXe siècle ; c’est aussi la date d’origine qu’assigne le philosophe Gilbert Varet aux « phénomènes racistes expressément dits ».
La propagation hors de l’Europe apparaît dans cette optique comme un produit de l’influence européenne : André Béteille développe ainsi la thèse d’une « racialisation » du système de castes en Inde après la colonisation britannique. Au Japon, des travaux menés par John Price, Georges De Vos, Hiroshi Wagatsuma ou Ian Neary au sujet des Burakumin parviennent à des conclusions identiques.

#### Colonisation et esclavage

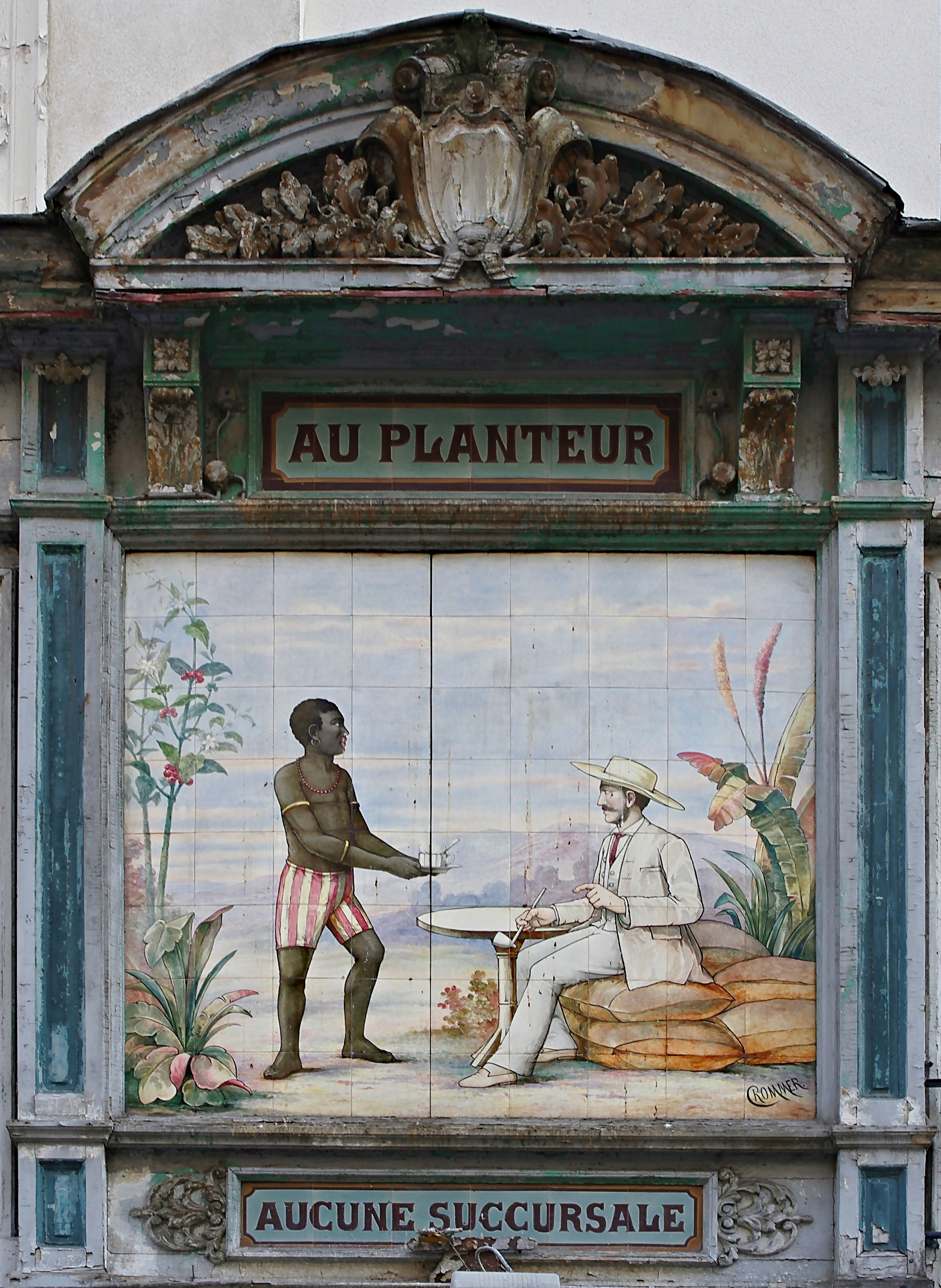
Enseigne parisienne en 1890

La question de l’antériorité ou de la postérité du racisme au développement de l’esclavage dans les colonies européennes fait l’objet de nombreux débats[réf. nécessaire]. Le consensus s’établit néanmoins au sujet du rôle joué par le développement de l’esclavage sur le durcissement et la diffusion de l’attitude raciale. L'esclavage colonial se développe en effet, paradoxalement, à une époque où, en Europe, l'humanisme, la philosophie des Lumières (philosophie) et la théorie du droit naturel devraient logiquement mener à sa condamnation.
Selon l’historien américain Isaac Saney, « les documents historiques attestent de l'absence générale de préjugés raciaux universalisés et de notions de supériorité et d'infériorité raciales avant l'apparition du commerce transatlantique des esclaves. Si les notions d'altérité et de supériorité existaient, elles ne prenaient pas appui sur une vision du monde racialisée ».
Développement de l’esclavage et de la science moderne ont étroitement interagi dans la construction du racisme moderne. La catégorie de « nosopolitique » qualifie chez la philosophe Elsa Dorlin l’usage des catégories de « sain » et de « malsain » par le discours médical appliqué dans un premier temps aux femmes, puis aux esclaves. Alors que le Blanc, considéré comme « naturellement » supérieur par les médecins, est défini comme l’étalon de la santé, le tempérament des Noirs est par contraste déclaré « pathologique » ; il est porteur de maladies spécifiques, que seule la soumission au régime de travail imposé par les colons peut atténuer, mais difficilement guérir, tant elles paraissent intrinsèquement liées à sa nature.

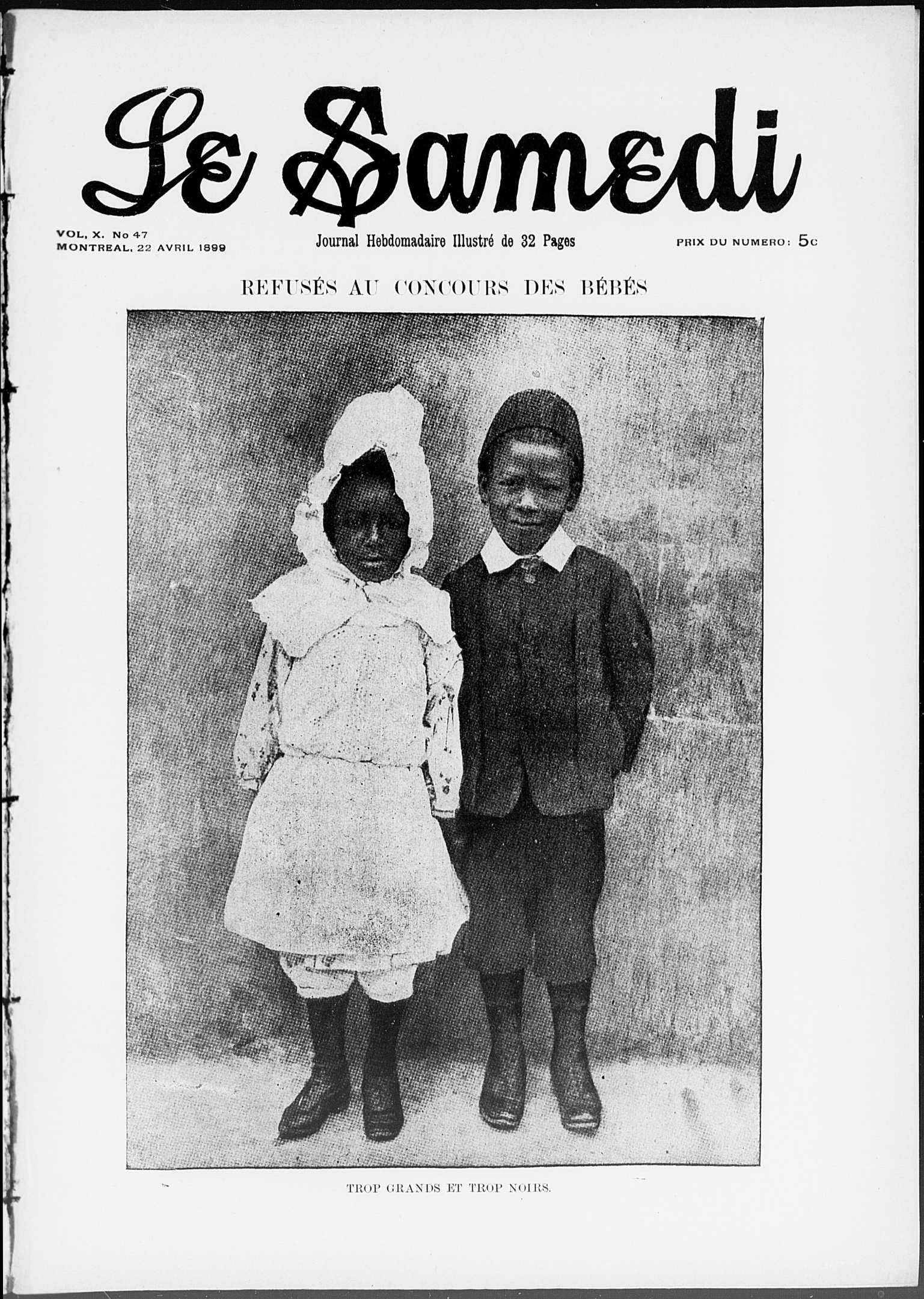
Page de couverture du Samedi, hebdomadaire francophone de Montréal, montrant une fillette noire accoutrée comme un bébé et un garçon noir, avec la légende : « Refusés au concours des bébés », 22 avril 1899

## Racisme scientifique
Le « racisme scientifique », ou « racialisme » (ou « raciologie »), classifie les êtres humains d'après leurs différences morphologiques en application d'une méthode héritée de la zoologie.
Les théoriciens du racialisme comptent des personnes telles que l'anthropologue allemand Johann Friedrich Blumenbach, le français Georges Vacher de Lapouge, partisan de l'eugénisme, l'écrivain français Joseph Arthur de Gobineau, célèbre pour son Essai sur l'inégalité des races humaines, paru en 1853, le Britannique de langue allemande Houston Stewart Chamberlain, dont l'œuvre théorise le rôle historique de la race aryenne comme ferment des classes dirigeantes indo-européennes et le français d'origine suisse George Montandon, auteur d'une taxonomie des races dans son ouvrage La race, les races. Mise au point d'ethnologie somatique, paru en 1933.

## Idéologie

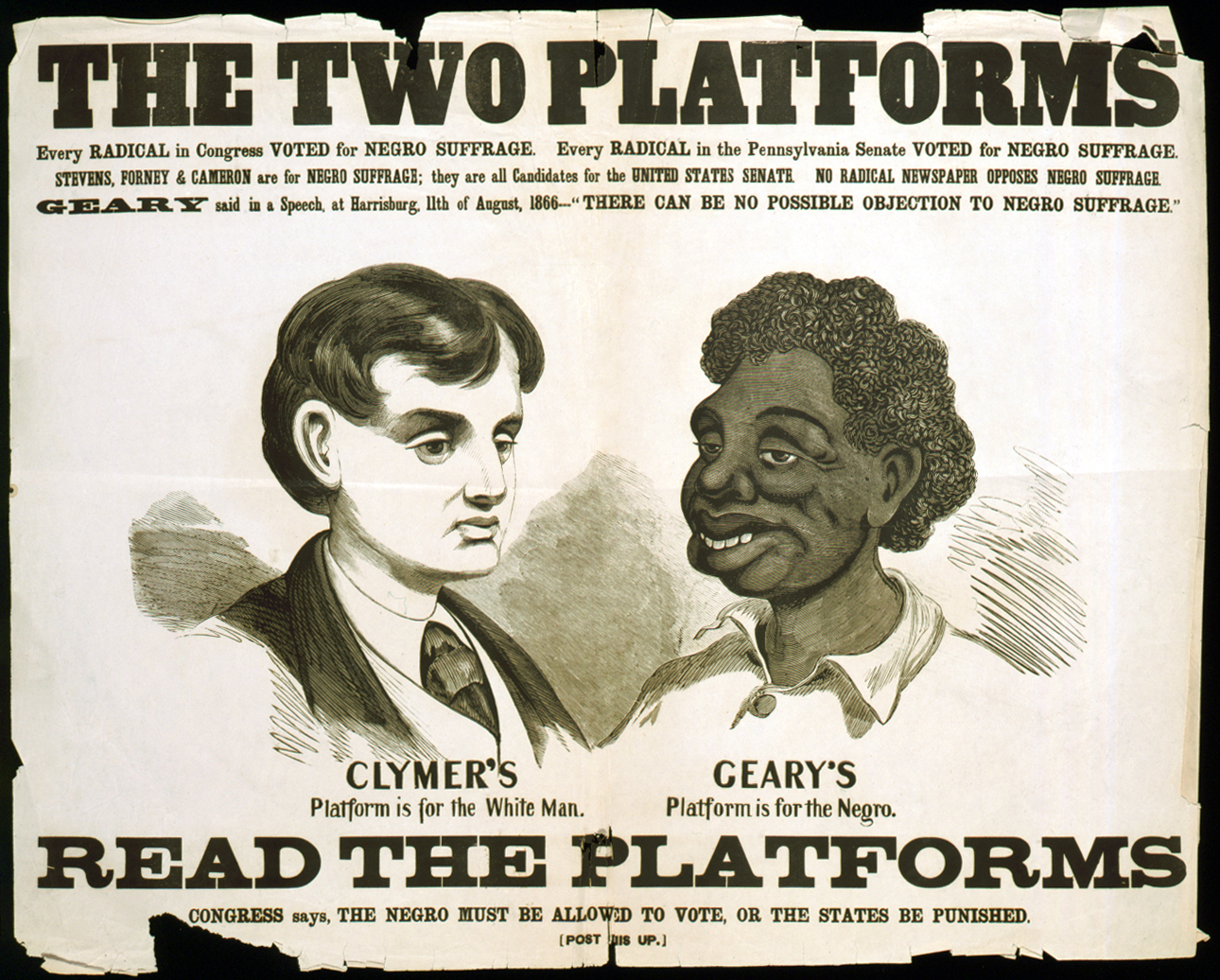
Affiche attaquant les candidats américains voulant donner le droit de vote aux Noirs, Pennsylvanie, États-Unis, 1866.

En Europe et aux États-Unis, le paradigme racial s’est étroitement articulé à partir du XIXe siècle, à l’extérieur avec la politique impérialiste et, sur le plan intérieur, avec la gestion politique des populations minoritaires. Pour Hannah Arendt, « la pensée raciale » est ainsi devenue une idéologie avec l’ère de l’impérialisme débutant à la fin du XIXe siècle. L’idéologie raciste devient alors un « projet politique » qui « engendre et reproduit des structures de domination fondées sur des catégories essentialistes de la race ». Le racisme, explique-t-elle, est d'abord la transformation des peuples en races, la diversité humaine n'étant plus expliquée par les influences culturelles acquises par chacun après son arrivée dans le monde, mais au contraire par l'origine.
À l’image de la diversité des positions racistes dans le monde académique, les formes de racisme et donc les usages politiques de la race ont fortement varié selon les contextes nationaux et la position occupée par leurs promoteurs dans l’espace politique.

### Hantise du métissage

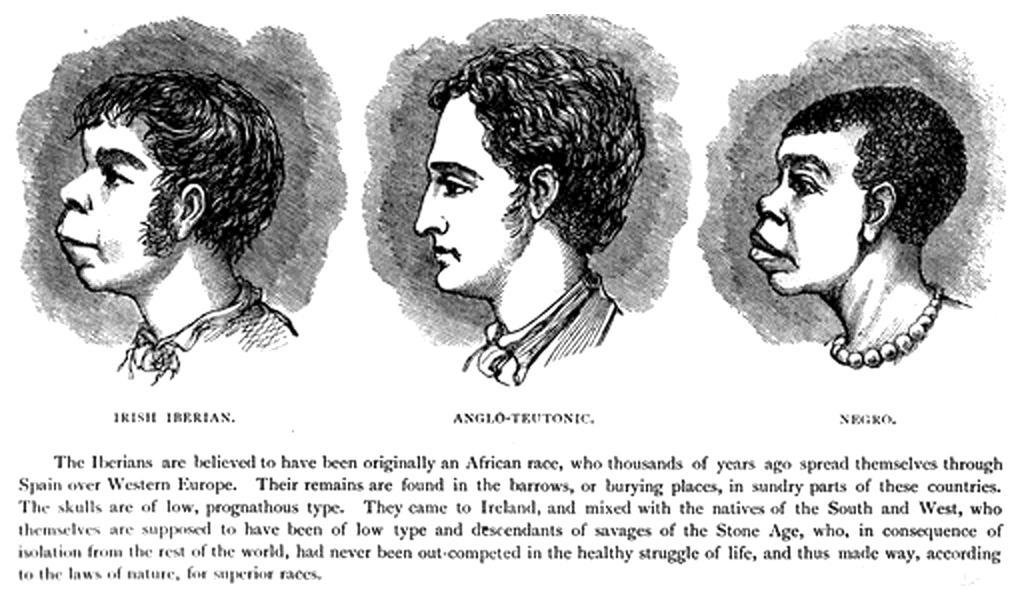
Racisme scientifique irlandais : illustration de lIrlande de Henry Strickland Constable montrant une prétendue similitude entre les traits « irlandais ibériques » et « nègres » en contraste avec les traits « anglo-teutoniques » supérieurs. La légende qui l'accompagne se lit comme suit : On pense que les Ibères étaient à l'origine une race africaine, qui, il y a des milliers d'années, s'est propagée à travers l'Espagne sur l'Europe occidentale. Leurs restes se trouvent dans les tumulus, ou lieux de sépulture, dans diverses parties de ces pays. les crânes sont de faible type prognathe. Ils sont venus en Irlande et se sont mélangés avec les indigènes du Sud et de l'Ouest, qui sont eux-mêmes supposés avoir été de faible type et descendants de sauvages de l'Âge de pierre, qui, par suite de l'isolement du reste du monde, n'avaient jamais été surpassés dans la saine lutte de la vie, et ainsi ont fait place, selon les lois de la nature, aux races supérieures., 1899

En 2006, théorisant le « mélange humain » (et le distinguant du « métissage », à fortes connotations racialistes), le philosophe Vincent Cespedes utilise le concept de « mixophobie » (mixo, « mélange », phobia, « peur ») pour rendre compte de « la peur du mélange », fondement psychologique du repli des racistes sur leur race, opposée aux autres « races » avec lesquelles ils ne veulent pas se mélanger. Il oppose à ce concept un autre néologisme : la « mixophilie » (« l'amour du mélange »).
L’un des points fondamentaux d’opposition des doctrinaires racistes est la question de la mixité raciale. La position « mixophobe » se caractérise par un rejet du « métissage », présenté comme un facteur de dégénérescence des groupes humains. Il existe toutefois un large spectre de positions mixophobes, depuis le rejet pur et simple de tout contact entre les « races » jusqu’à la promotion du métissage, sous réserve du respect des conditions de son efficacité[réf. nécessaire].

#### Mixophobie radicale
La position mixophobe radicale est le corollaire de la construction du mythe de la pureté de la race qui affirme la supériorité des races pures sur les races dites métissées. L’imaginaire médical de la souillure ou de la contamination du sang en constitue l’un des motifs récurrents. Au milieu du XIXe siècle, deux des chefs de file du racisme biologique, Joseph Arthur de Gobineau (1816-1882) et Robert Knox (1791-1862), contribueront largement à l’introduction de cette position en France et en Grande-Bretagne. Les promoteurs du mythe de la race aryenne – Vacher de Lapouge, Houston Stewart Chamberlain, et plus tard Adolf Hitler – qui voient dans la « race germanique » la survivance à l’état pur de la « race indo-européenne » se caractérisent tous par une mixophobie radicale.

#### Métissage sous condition
Le rejet de la mixité peut connaître des gradations. Nombreux sont les scientifiques qui réfutent la thèse du « choc des hérédités » de Vacher de Lapouge selon laquelle le métissage peut être tenu pour un facteur d’infécondité. Pour les partisans du métissage, les bienfaits de celui-ci restent toutefois conditionnés au respect de certaines règles. Comme l’affirment la majorité des raciologues, pour que le métissage soit profitable, il convient notamment que « la distance entre les races ne soit pas trop grande ». Pour ces mixophobes modérés, comme les philosophes Gustave Le Bon, Ernest Renan, Théodule Ribot ou la grande majorité des polygénistes républicains, seul le métissage entre les races blanches ne présente aucun risque et devrait être préconisé.
Pour les rares mixophiles, le métissage peut répondre à deux préoccupations eugénistes:
- « l’acclimatement », qui figure au centre des préoccupations des colonialistes. Les Européens sont en effet jugés inaptes à s’adapter aux climats tropicaux des colonies. Le métissage apparaît comme le moyen d’acquérir, en s’unissant aux indigènes, les caractéristiques qui leur permettront de surmonter ce handicap physiologique[71].
- l’amélioration des races inférieures. Le « sang régénérateur » du Blanc peut pour certains raciologues, être un facteur d’amélioration de la race. Un métis sera ainsi jugé pour le monogéniste Armand de Quatrefages comme plus évolué qu’un Noir[72].

#### Conséquences politiques de la mixophobie

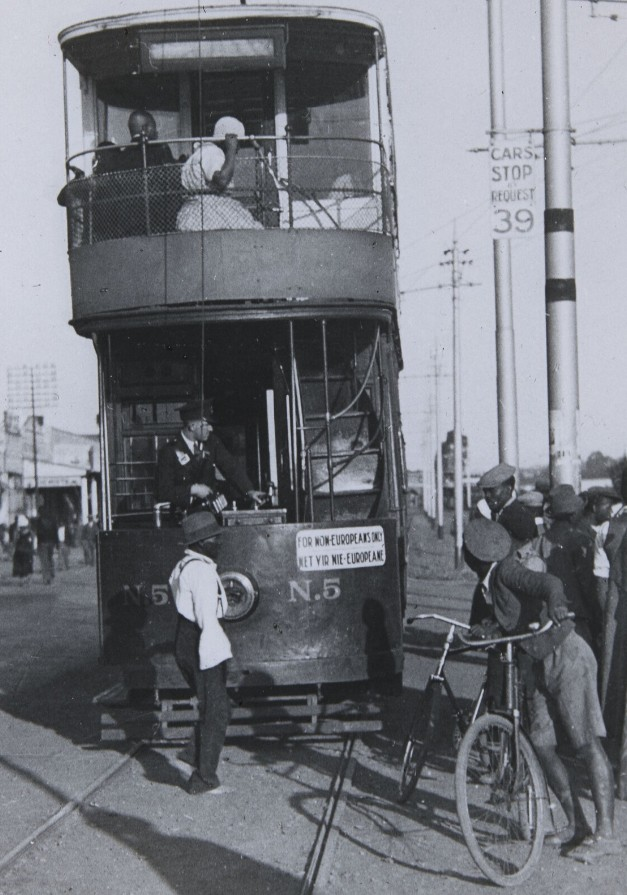
Transport public réservé aux Noirs, avec l'inscription NET VIR NIE-EUROPEANE (« Seulement pour les non-Européens »), à Johannesburg (Afrique du Sud), 1910-1940.

La hantise du métissage ne s’accompagne pas nécessairement d’une prescription politique : dans l’Essai sur l'inégalité des races humaines, qui énonce la première philosophie de l'histoire basée sur le concept de race, le pessimisme ne fait que ruminer la décadence de la civilisation occidentale dont l’essence aurait été altérée par la contamination du sang de la race blanche. S’il voit dans la pénétration des idées républicaines l’une des manifestations de cette dégénérescence, il n’en tire pas de conséquences politiques : le processus en cours lui semble irréversible. Cette position est toutefois restée extrêmement marginale et la longue liste des suiveurs de Gobineau a tiré de ses postulats des conclusions nettement plus volontaristes.
La position mixophobe conduit à la défense d’une stricte séparation des groupes humains constitués en races. Sur le plan de la politique extérieure, les mixophobes se caractérisent souvent par des positions anti-colonialistes, conséquences de leur refus du modèle assimilationniste produit par la colonisation. Gobineau, Robert Knox, Gustave Le Bon, ou Hitler marquent tous leur réprobation devant les aventures coloniales de leurs pays respectifs. Le philosophe Pierre-André Taguieff considère que l’ethno-différentialisme est l’actualisation sur des bases culturalistes de cette position mixophobe.
Sur le plan de la politique intérieure, la conséquence logique de ce racisme d’exclusion est l’instauration d’un système ségrégationniste : les lois de Nuremberg en Allemagne, les lois Jim Crow aux États-Unis ou l’apartheid sud-africain en sont autant de manifestations. La défense de la pureté de la race peut aussi aboutir à un racisme « purificateur » ou d’extermination ; c’est celui qui sera mis en œuvre par le régime nazi avec le génocide des Juifs et des Tziganes. La mixophobie est aussi, comme pour Vacher de Lapouge ou le régime nazi, l’une des positions idéologiques compatibles avec l’eugénisme.
À l’opposé, le racisme mixophile s’incarne au XIXe siècle dans une position colonialiste et assimilationniste dont l’objectif est la « réduction universelle des différences […] à un modèle unique », celui de l’impérialisme occidental.

### Racisme impérialiste

#### Suprématie de la «race blanche» et idéologie coloniale
La suprématie de la race blanche ou caucasienne est un postulat sur lequel s’accordent très largement les scientifiques, philosophes et hommes politiques du XIXe siècle[réf. nécessaire]. Combiné avec la mission civilisatrice, le suprémacisme blanc est un élément fondamental de l’idéologie coloniale. Une fois opérée la conquête, il constitue aussi le principe justificatif des législations opérant des distinctions de droit sur une base raciale, la forme paroxystique de cet ordre juridique inégalitaire étant la ségrégation raciale.

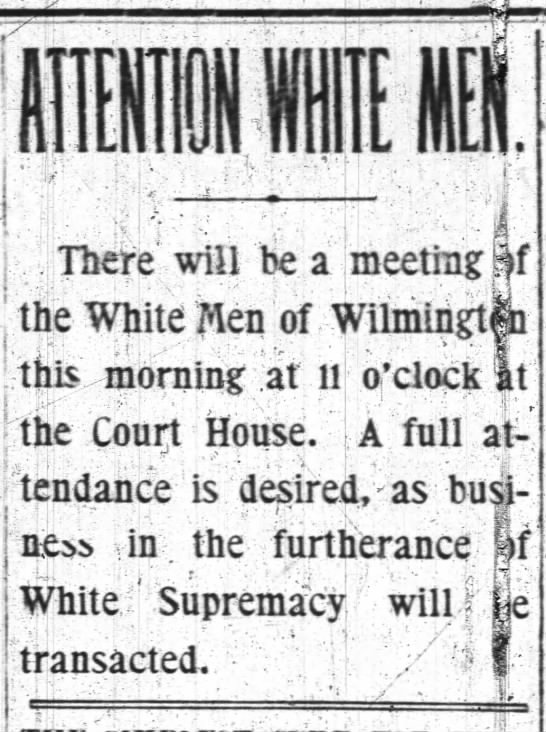
Le Wilmington Messenger s'adresse aux Hommes blancs (1898)

Dans le cadre de la colonisation britannique apparaît l’expression « suprématie blanche ». La conception racialiste naît au croisement du développement des États coloniaux et des théories scientifiques contemporaines. À la fin de XIXe siècle, le racisme est pour l’historien Nicolas Lebourg « une réaction dans tous les sens du terme » : c’est une impulsion à l’encontre de l’évolution du monde qui fait se côtoyer de nombreuses ethnies et une aspire à le « restaurer ».
Les idéologies coloniales des pays se réclamant d’un fonctionnement démocratique se sont trouvées confrontées au problème de leur légitimité, au regard des principes censés régir leur ordre politique et juridique. En France tout particulièrement, elle doit surmonter sous la Troisième République le paradoxe de l’affirmation d’une volonté de conquête et d’assujettissement d’une part, et de principes émancipateurs et égalitaires d’autre part. Le programme colonial français ne peut se réaliser que par l’affirmation d’une infériorité tenue pour évidente et incontestable des populations visées, laquelle justifie une mission civilisatrice dont le fardeau repose sur les seules épaules de la race blanche.

#### Darwinisme social
Dans la deuxième moitié du XIXe siècle, les rapports entre science et politique évoluent considérablement. Les personnalités politiques recourent non seulement à l’autorité des scientifiques, dont le prestige va croissant, pour légitimer leurs décisions. Mais plus encore, ils sont imprégnés d’une représentation du monde qui voit dans le mécanisme de la nature la loi organisatrice de la destinée humaine : la vogue du paradigme évolutionniste constitue la toile de fond scientifique de l’idéologie coloniale de la fin du XIXe siècle.
Le système évolutionniste d’Herbert Spencer, traditionnellement tenu pour le précurseur du « darwinisme social », marque un glissement de la théorie darwinienne du monde naturel au monde social. Postulant, avec Lamarck mais contre Darwin, l’hérédité des caractères acquis, Spencer considère que le libre jeu du marché, qui est selon lui le plus à même d’assurer efficacement « la sélection des plus aptes », doit être le moteur du progrès humain. Le libéralisme de Spencer, qui se traduit notamment par un refus des visées coloniales étatistes, ne prône pas d'interventions de l'État dans le processus civilisateur (les États y sont au contraire amenés à disparaître). Étendu aux collectifs, nationaux ou ethniques, conçus comme des entités homogènes, le mot d’ordre évolutionniste de Spencer connaîtra cependant une large fortune dans le camp colonialiste, au travers du concept de « lutte des races ».
Selon cette conception, la lutte que se livreraient depuis l’origine les différents groupes humains doit conduire à la domination des races les plus aptes et à la disparition inexorable des races inférieures. Après la conquête de l'Algérie par la France, les médecins français, constatant la baisse de la population « indigène », n'y verront que la confirmation d’une extinction prochaine et prévisible de la race arabe, qu’ils jugent inadaptée aux nouvelles conditions de leur temps. La lutte des races n’implique ainsi pas nécessairement un processus violent d’extermination : les tenants du darwinisme social sont persuadés que les races inférieures disparaîtront silencieusement de la surface du globe, « sans que l’homme blanc et civilisé ait à se souiller les mains d’un sang innocent ».

#### Loisir de masse: zoos humains
Sur le continent européen lui-même, le succès énorme des zoos humains constitue pour Pascal Blanchard, Nicolas Bancel et Sandrine Lemaire l’une des modalités de transmission du « racisme scientifique » à une large partie de la population. À partir des années 1870, ces zoos exposent dans les grandes capitales européennes et américaines, jusque dans les années 1930, des hommes et des femmes issus des peuples colonisés dans un environnement reconstitué, aux côtés des bêtes sauvages. Le Jardin d'acclimatation de Paris par exemple, lors d'expositions, a exhibé - à côté des animaux - des ressortissants d'ethnies diverses derrière des barreaux, et ceci jusqu'en 1931. Le principe en sera repris pour les Expositions universelles, les Expositions coloniales et jusqu'aux foires régionales. Ces exhibitions humaines contribuent à fixer « un rapport à l’autre fondé sur son objectivation et sa domination ». Elles s'insèrent dans le schéma évolutionniste en mettant en scène la frontière entre civilisés et sauvages et s’accompagnent du déploiement d'un racisme populaire dans la grande presse.

#### Perfectibilité des races et question de l'assimilation

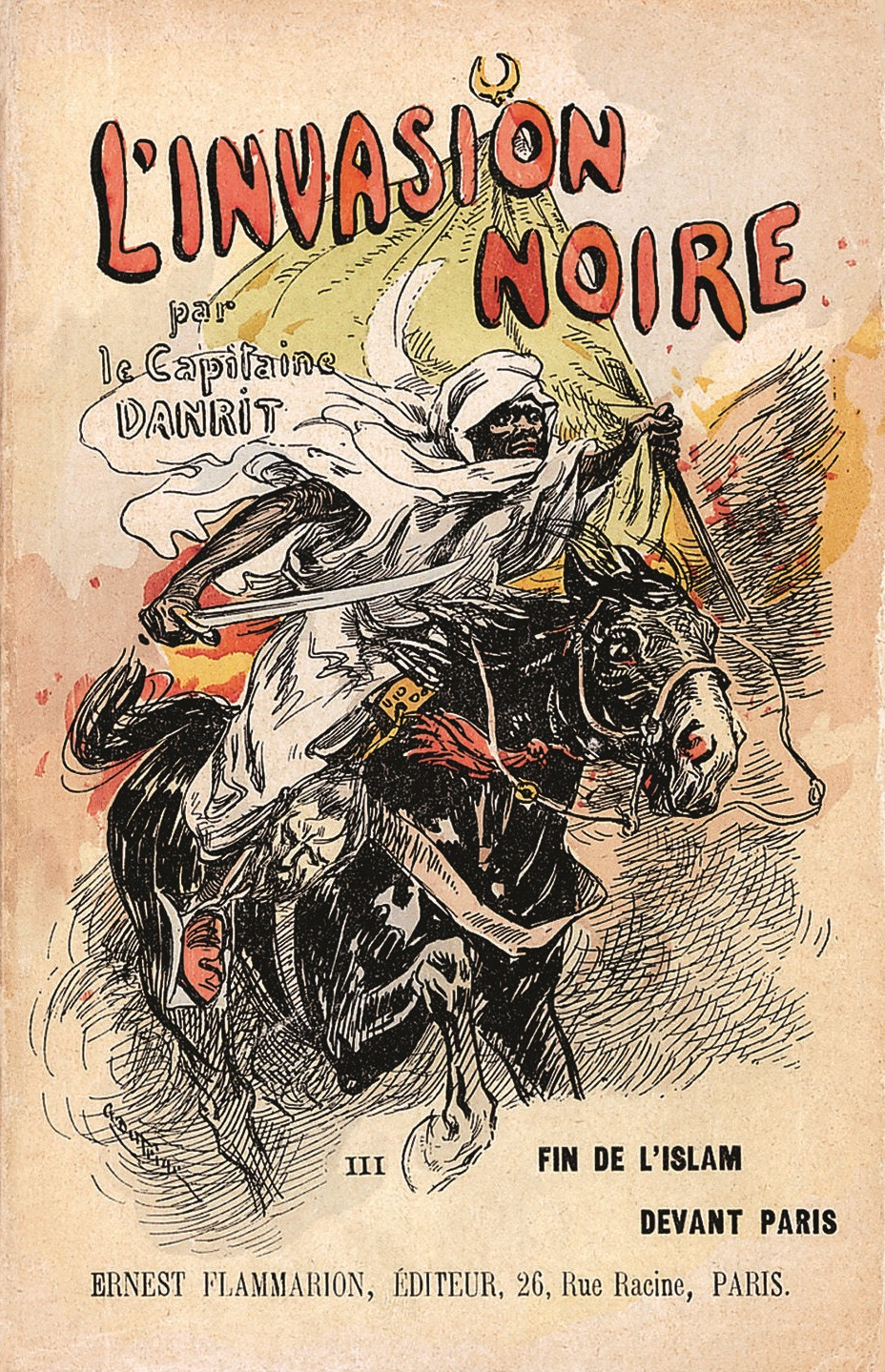
Couverture illustrée par Paul de Sémant pour le roman d'Émile Driant (alias capitaine Danrit), La guerre au XXe siècle. L'invasion noire, tome III. La fin de l'Islam devant Paris (1913).

Une fois les territoires conquis, la question de l’administration des populations colonisées fut à l’origine de nombreux débats. Dans quelle mesure ces peuples inférieurs pouvaient être associés à la gestion de leurs territoires ? La France, initialement porteuse d'un modèle assimilationniste qui visait à l’exportation des institutions françaises sur le territoire colonial, se tourna progressivement vers une politique d’association pendant qu’elle appliquait à travers l’indigénat un régime d’exception aux populations conquises.
Cet ordre juridique exorbitant au droit commun trouvait sa justification dans deux principes qui peuvent être considérés comme complémentaires. D’un côté, un principe pragmatique considérait que le maintien de l’ordre colonial nécessitait des règles et des sanctions plus sévères contre les indigènes. Rien ne devait laisser paraître que la pression du colonisateur se desserrât un jour. De l’autre, un principe idéologique, qui prenait racine dans une perception raciste du colonisé, n’entendait pas laisser voix au chapitre à des peuples qui n’était pas dignes, pas aptes ou pas murs pour exercer un pouvoir à l’égal des colonisateurs.
L’étude des races, à travers l’anthropologie ou l’ethnologie, fut largement mobilisée : elle devait permettre de déterminer avec qui le pouvoir colonial pouvait s’associer, quelles étaient les races civilisables et celles qui étaient par nature rétives ou incapables d’accéder à un niveau supérieur de civilisation. En Algérie, ce travail aboutit à la construction de l'opposition entre Arabes et Kabyles. Considéré comme plus proche biologiquement et culturellement de la « race française », le Kabyle est présenté comme un allié potentiel contre l’Arabe, présenté comme fier, nomade, insoumis et fainéant.
La notion de « race » qui s’élabore dans la situation d’occupation coloniale n’est cependant pas uniforme. Des présupposés plus ou moins biologisants s’opposent dans des conceptions concurrentes de la race. Une grande partie des anthropologues conclut ainsi à l’origine biologique de l’inégale perfectibilité des races. Cependant, selon l’historienne Emmanuelle Saada, les représentations de la majorité des élites coloniales empruntent peu au modèle anthropologique des « raciologues » mais se fondent sur une conception « organique » des rapports entre le milieu et la culture. L’imprégnation du milieu et les habitudes multi-séculaires sont considérées comme les déterminants de comportements sociaux largement réifiés et essentialisés : chaque « race » possède des caractéristiques psychologiques et des aptitudes qui lui sont propres. Seul un travail de longue haleine, basé sur l’éducation de plusieurs générations successives, peut conduire les indigènes à s’arracher à leur civilisation originelle pour embrasser les principes supérieurs qui gouvernent les « races européennes ».
Ces deux conceptions partagent toutefois le présupposé du différentialisme racial et se rejoignent dans leurs conclusions pratiques. Dans tous les cas, le retard biologique ou civilisationnel des races inférieures nécessite de prolonger leur mise sous tutelle et le maintien d’un ordre juridique et politique différencié entre métropole et colonies et, sur le territoire colonial, entre colons et colonisés. La mission civilisatrice imposa donc des mesures à double tranchant. Si elle fut un frein à la mise en œuvre d’une politique radicalement ségrégationniste, elle justifia le maintien d’une tutelle présentée comme indispensable à l’accomplissement du dessein civilisateur que s’octroyaient les colonisateurs.

### Antisémitisme et nationalisme

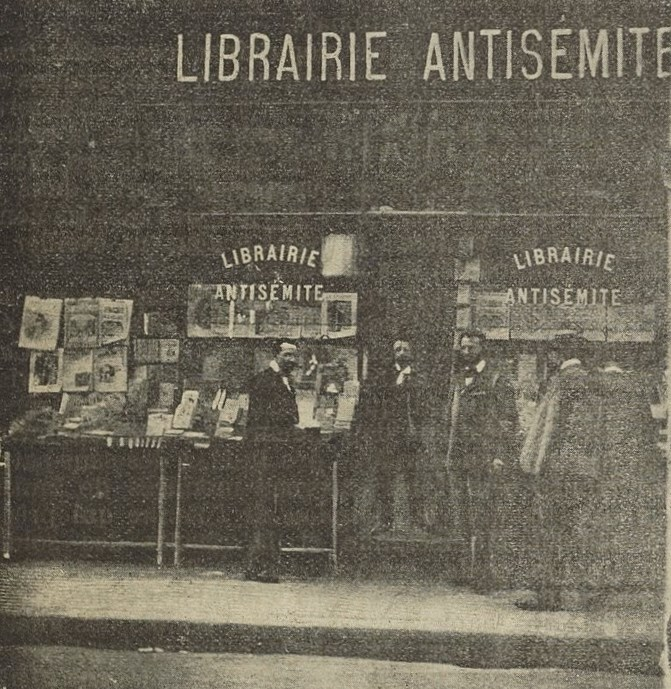
Librairie antisémite, 45 rue Vivienne à Paris (1901)

Dans la deuxième moitié du XIXe siècle, la question de la hiérarchisation au sein de la race blanche est sur le continent européen au cœur de deux phénomènes appelés à jouer un rôle prépondérant dans les deux conflits mondiaux du XXe siècle : l’exacerbation des rivalités nationales et la montée de l’antisémitisme.

#### Distinction entre l'Aryen et le Sémite

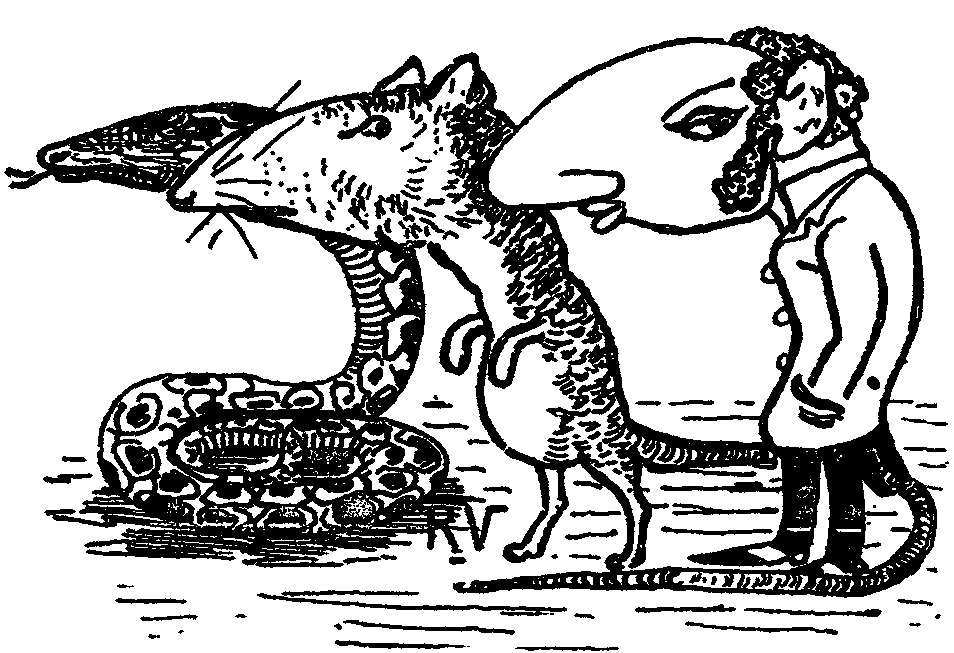
Caricature antisémite par Raphaël Viau (1900)

La distinction opérée au sein de la « race blanche » entre Aryens et Sémites constitue l’un des vecteurs de la biologisation de l’antisémitisme. En France, Vacher de Lapouge est parmi les premiers à prétendre donner une caution scientifique à la doctrine aryaniste, en s’appuyant « sur des bases anthropométriques, et plus particulièrement craniométriques » (morphométrie).
Si la méthode de Lapouge est rapidement discutée, la distinction entre Aryens et Sémites est d’usage courant au sein des milieux politiques ou savants européens. Le philosophe Ernest Renan distingue ainsi les Indo-européens des Sémites ; les seconds, novateurs quand ils ont introduit le monothéisme, doivent selon lui s’effacer devant les premiers qui sont désormais appelés à gouverner le genre humain.
En Allemagne, particulièrement à l'Université de Göttingen, autour de Karl Otfried Müller (1797-1840), se met en place la doctrine du miracle grec : les Grecs athéniens auraient été les plus purs de la race aryenne, ce qui permettait d'évacuer les hypothèses sémites, mésopotamiennes ou égyptiennes des origines dudit miracle grec.

#### Mythe aryen nationalisé
Comme le note l’historien George L. Mosse, le racisme est à l’origine d’un système symbolique de mythes et de symboles qui, s’emparant de la question des origines, des difficultés et des triomphes de la race, dessine une trajectoire qui tend à se confondre avec le récit national en construction. Le stéréotype national physique, qui s’élabore au XIXe siècle prend, en Allemagne par exemple, une apparence raciale (l’Allemand blond…).
L’usage du mythe aryen, rapidement récupéré en Allemagne par le nationalisme de droite, illustre bien les effets de cette concurrence nationale. Si pour le Français Vacher de Lapouge la race aryenne a une signification strictement zoologique, elle prend avec Houston Stewart Chamberlain un tournant nationaliste. La « race germanique » devient, sous la plume de cet essayiste d’origine britannique évoluant dans les milieux wagnériens, la plus pure des branches de la race aryenne. Outre des Juifs, la doctrine aryaniste permet aux Allemands de se distinguer des Latins et en particulier des Français, considérés comme inférieurs car métissés.
Pour faire face à ce glissement de l’usage de l’aryanisme, défavorable à la nation française, Ernest Renan refuse, comme nombre de ses compatriotes, notamment républicains, le concept de « race pure » et défend la thèse du métissage historique des peuples européens. Le refus de l’aryanisme se présente comme le refus du jeu de l’exacerbation des rivalités nationales. Le sentiment anti-allemand influencera néanmoins en France les études de psychologie des peuples et de leurs caractères nationaux. S’il place la race aryenne au sommet de la hiérarchie des races, Hippolyte Taine distingue en son sein les « races germaniques » des races latine et hellénique. Les premières, « inclinées vers l’ivrognerie et la grosse nourriture » par la fréquentation des forêts humides et froides, s’opposent aux secondes dont l’environnement favorable a permis le développement d’une culture raffinée.

#### Anglo-saxonisme contre l’immigration

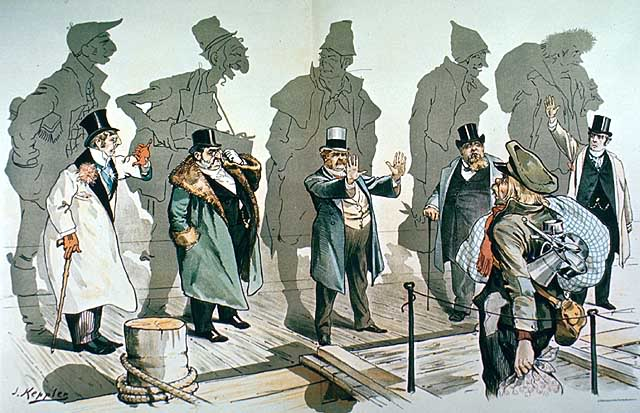
Caricature montrant le rejet des immigrés par d'anciens immigrés aux États-Unis qui y ont réussi, par J. F. Keppler, parue dans Puck, 11 janvier 1893.

Les enjeux diffèrent considérablement outre-Atlantique où la problématique raciale est essentiellement concentrée sur la distinction entre Blancs et Noirs. Toutefois, en réaction à l’immigration irlandaise massive des années 1840 due à la « crise de la pomme de terre », et dans le contexte de la guerre avec le Mexique, est forgé aux États-Unis le concept d’« anglo-saxonisme », également nommé par l'acronyme WASP (White Anglo-Saxon protestant).
Il connaîtra une grande fortune lorsqu’à la fin du XIXe siècle une campagne visant à restreindre l’immigration en provenance du sud et de l’est de l’Europe, menée notamment par Madison Grant, cherchera à vanter la supériorité de la « race nordique » sur les autres « races blanches ».

## Politique

### Racisme d’État
Le racisme d'État est historiquement une ségrégation raciste institutionnalisée et, à l'ère moderne, une discrimination systémique qui implique l'État.
L’historien américain George M. Fredrickson recense trois régimes politiques « ouvertement racistes » au XXe siècle : le sud des États-Unis sous les lois Jim Crow (1865-1963), l’Afrique du Sud sous l’apartheid (1948-1991), l’Allemagne nazie (1933-1945). Ces régimes présentent la caractéristique commune d’afficher une idéologie officielle explicitement raciste et d’avoir institutionnalisé dans la loi une hiérarchie présentée comme naturelle et indépassable entre le groupe dominant et le groupe dominé. L’une des mesures les plus significatives de cet arsenal juridique ségrégationniste est la prohibition des mariages interraciaux ; elle transcrit dans l’ordre juridique l’idéologie mixophobe de la « pureté de la race ». Sur le plan économique, la restriction des opportunités du groupe ségrégué le maintient dans un état de pauvreté qui alimente le discours sur sa prétendue infériorité.
Après l'abolition de la ségrégation raciale aux États-Unis, en 1967, les militants Stokely Carmichael et Charles V. Hamilton (en) publient le livre Le Pouvoir Noir: pour une politique de libération aux États-Unis (en) où ils conceptualisent, sous les appellations de « racisme institutionnel » et « racisme systémique », l'idée d'un racisme voilé qui continuerait à structurer l'ordre social. Carmichael et Hamilton y écrivent que le racisme individuel est souvent identifiable, mais que le racisme institutionnel est moins perceptible en raison de sa nature « moins ouverte, beaucoup plus subtile ».

## Racisme actuel
Au début du XXIe siècle, le terme de « race » reste toujours d'usage courant dans certains milieux et le racisme se manifeste toujours sur les cinq continents sous des formes plus ou moins directes.

### Racisme individuel
Le racisme à l'échelle des relations individuelles se traduit par des paroles ou des actes racistes envers d'autres individus. Le racisme individuel est étroitement lié d'une part à la xénophobie, la haine, le bellicisme, l'ethnisme, l'intolérance et l'idéologie de supériorité culturelle ou personnelle, d'autre part au déclassement social et au ressentiment. Généralement le racisme, comme position directrice, est déduit (de signes extérieurs) ; il peut aussi être induit (de comportements). Il est affirmation d'une logique identitaire ou réaction à une logique identitaire. C'est le passage de l'induction à la déduction qui est fondateur pour la politisation du racisme[réf. nécessaire].

### Racisme politique

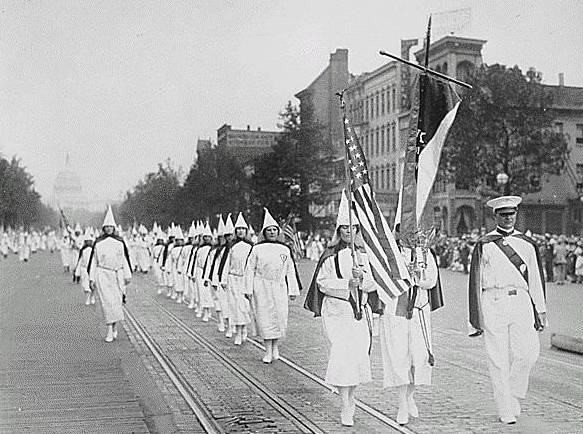
Défilé du Ku Klux Klan en 1928 à Washington (États-Unis).

En raison de la connotation très négative du mot en Occident, peu de partis politiques se revendiquent ouvertement comme racistes. De nombreux partis d'extrême droite ont cependant été accusés de véhiculer des discours de ce type à travers des positions xénophobes. L'apologie du racisme étant condamnée, ils peuvent promouvoir des doctrines dérivées comme l'ethno-différencialisme ou le racialisme.
Au Zimbabwe, le parti ZANU du président Robert Mugabe a mis en place une politique visant à exproprier les fermiers blancs, invoquant une redistribution corrigeant l'injustice passée où ceux-ci recevaient préférentiellement les terres,,.
Dans les pays occidentaux, des mouvements suprémacistes noirs prônent la supériorité de la race noire. Ce fut notamment le cas du New Black Panthers Party,, un temps représenté par Khalid Abdul Muhammad. En France, la Tribu Ka de Kémi Séba, qui prônait la supériorité de la race noire et la séparation des races, a été dissous pour provocation à la haine raciale.

### «Néo-racisme»
Dans la période post-coloniale, est apparu ce que les auteurs appellent le néo-racisme, un « racisme sans races », différentialiste et culturel, qui se focalise sur les différences culturelles et non sur l’hérédité biologique comme le racisme classique. Dans ce néo-racisme, la catégorie « immigration » est devenue un substitut contemporain à la notion de « race ». Le racisme différentialiste consiste à dire que puisqu'il ne peut y avoir hiérarchie des races ni des cultures, celles-ci ne doivent cependant pas se mélanger mais rester séparées et cloisonnées,.

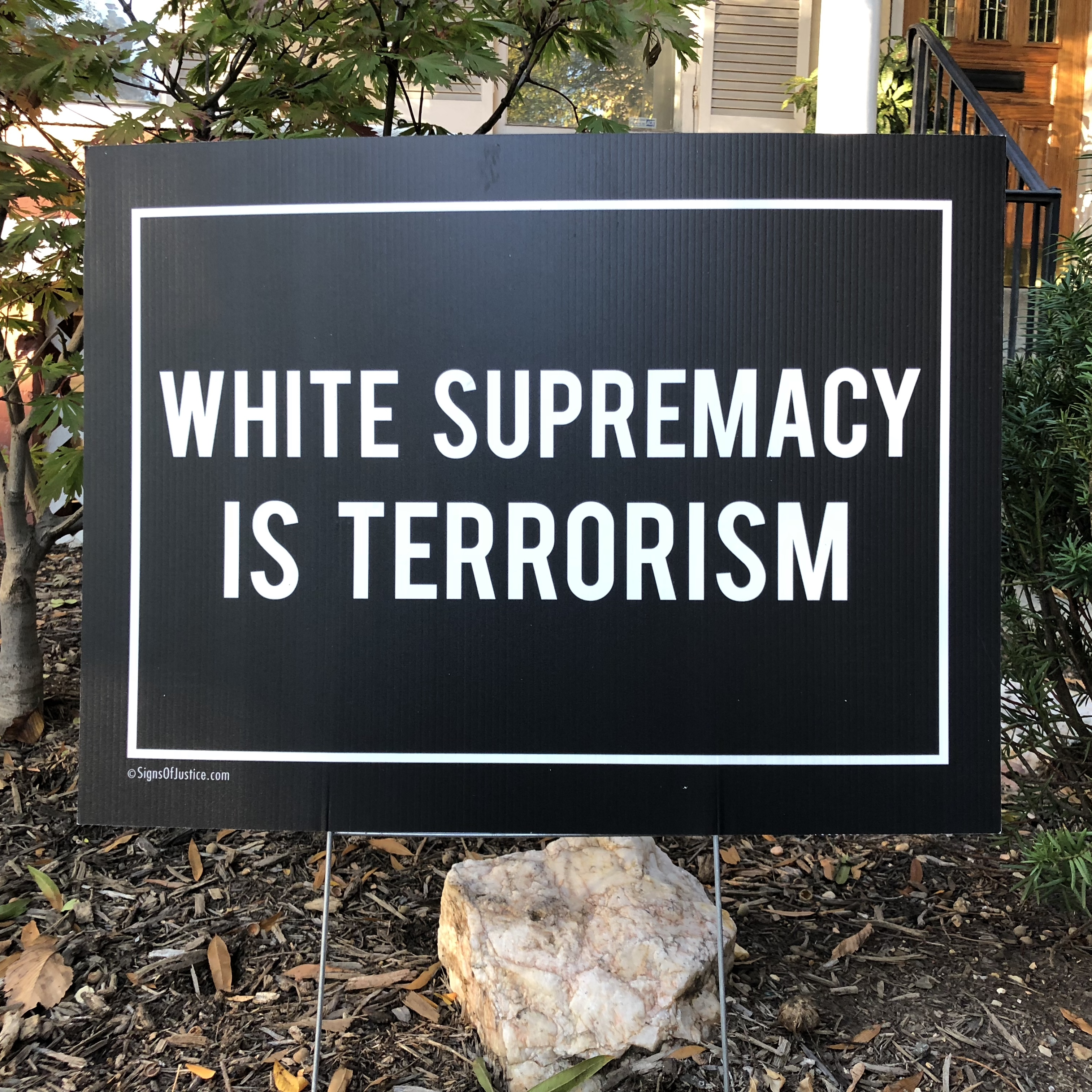
Panneau dans un jardin américain (2017)

## Lutte contre le racisme

### Réfutation du concept de race
Le généticien suédois Svante Pääbo, qui a découvert que quelque 4 % du génome des Européens actuels est hérité de l'homme de Néanderthal, considère que la lutte antiraciste ne relève pas du champ scientifique.
La publication de la « déclaration sur la race » en 1950 par l'UNESCO encouragera nombre de biologistes à rappeler régulièrement l'absence de validité scientifique de la notion de « races humaines ». On peut citer notamment Albert Jacquard, auteur de L'Équation du nénuphar en 1998.

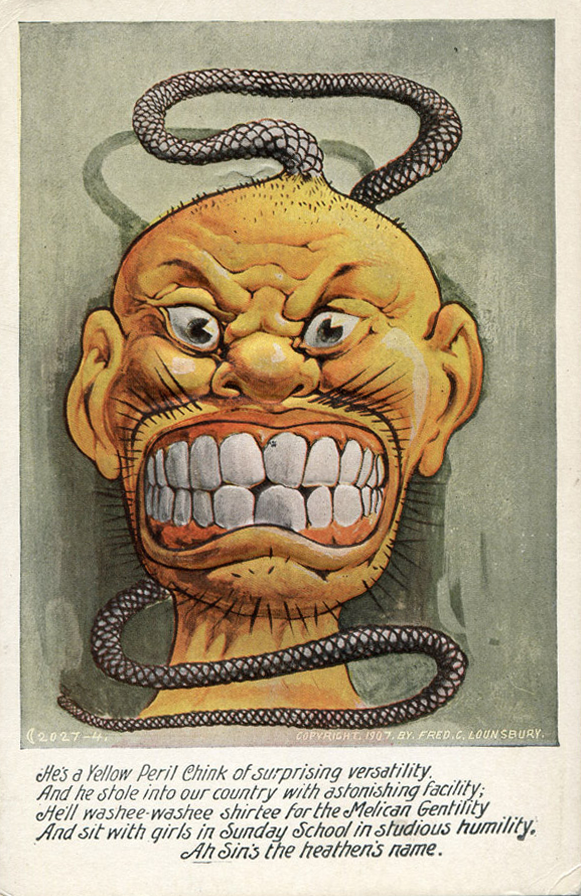
Carte postale raciste sur le péril jaune représentant un Chinois, par Fred C. Lounsbury. Le texte dit : « C'est un Péril jaune chintoc d'une polyvalence surprenante. Et il s'est frayé un chemin dans notre pays avec une facilité étonnante ; il lavera un tee-shirt pour le Melican Gentility et s'assiéra avec des filles à l'école du dimanche dans une humilité studieuse. Ah Sin est le nom d'un païen », 1907

La revue Science a publié en février 2008 l'étude génomique la plus complète effectuée à cette date. Les chercheurs ont comparé des fragments d'ADN de 650 000 nucléotides chez 938 individus appartenant à 51 ethnies. La conclusion de ces travaux est qu'il existe sept groupes biologiques parmi les hommes : les Africains subsahariens, les Européens, les habitants du Moyen-Orient, les Asiatiques de l'Est, les Asiatiques de l'Ouest, les Océaniens et les Indiens d'Amérique. Howard Cann, chercheur de la Fondation Jean-Dausset, cosignataire, précise : 
« Tous les hommes descendent d'une même population d'Afrique noire, qui s'est scindée en sept branches au fur et à mesure du départ de petits groupes dits fondateurs. Leurs descendants se sont retrouvés isolés par des barrières géographiques (montagnes, océans…), favorisant ainsi une légère divergence génétique ». 
En approfondissant encore leur étude, les généticiens ont pu déterminer des sous-groupes : huit en Europe et quatre au Moyen-Orient, mais avec moins de certitude.
Selon une étude de l'expert Chao Tian, en 2009, ayant calculé les distances génétiques (Fst) entre plusieurs populations en se basant sur l’ADN autosomal, les Européens du Sud tels que les Grecs et Italiens du Sud apparaissent soit à peu près autant distants des Arabes du Levant (Druzes, Palestiniens) que des Scandinaves et Russes, soit plus proches des premiers. Un Italien du Sud est ainsi génétiquement deux fois et demie plus proche d'un Palestinien que d'un Finlandais,, mais une telle distance avec les Finlandais n'est pas représentative des distances entre les Européens, elle s'explique parce que les Finlandais sont mélangés avec des Asiatiques sibériens, d'affinité proche des Sami, les Finlandais sont donc un peuple génétiquement assez isolé des autres européens (y compris des Scandinaves et des Russes), ce qui les éloigne du reste des Européens sur le plan des distances génétiques. De même, les Italiens du Sud constituent un groupe plus distant. Plus globalement, les principaux peuples européens montrent une grande proximité génétique entre eux, qui les différencie nettement des populations extra-européennes.
En outre, la portion du génome humain relative à la couleur de la peau humaine, en l'occurrence le gène codant la production de la mélanine, ne représente qu'une infime partie de l'ensemble de ce génome (trois gènes communs aux vertébrés sur les 36 000 gènes du génome[précision nécessaire]). Cf. à ce sujet, l'article Couleur de la peau.

### Législation
Les pratiques racistes constituent une violation des droits de l'homme et sont réprimées par de nombreux pays (parfois sous l'appellation de hate speech, ou « discours de haine » : voir Législation internationale sur le discours de haine).
Pour la plupart des pays occidentaux, la discrimination et le racisme sont beaucoup plus que des délits, punis pénalement ; ils représentent également une atteinte aux valeurs qui fondent la démocratie. Celle-ci reconnaît l'égale dignité de chaque citoyen à participer à la chose publique, à poursuivre son bonheur et son épanouissement indépendamment de sa naissance.
En France, par exemple, le législateur n'a cessé au fil du temps, et particulièrement après la Seconde Guerre mondiale, de compléter le dispositif législatif afin de réprimer plus efficacement toutes les formes de racisme. Dès 1881, la loi sur la liberté de la presse punit la diffamation raciste « d'un emprisonnement de un mois à un an et d'une amende de 1 000 F à 1 000 000 de francs ».
Il a pour cela créé ou modifié en 1990 (loi Gayssot) un certain nombre d'incriminations d'une part dans le code pénal, d'autre part dans la loi du 29 juillet 1881 sur la liberté de la presse et dans la loi relative à la communication audiovisuelle. La loi de 1881 avait déjà été modifiée par la loi du 1er juillet 1972 relative à la lutte contre le racisme, qui punit entre autres l'injure raciste, la discrimination raciale effectuée par un agent dépositaire de l'autorité publique.
La loi de 1972 introduit en outre à l'art. 24 de la loi de 1881 la disposition suivante :
« Ceux qui, par l'un des moyens énoncés à l'article 23, auront provoqué à la discrimination, à la haine ou à la violence l'égard d'une personne ou d'un groupe de personnes à raison de leur origine ou de leur appartenance à une ethnie, une nation, une race ou une religion déterminée, seront punis d'un emprisonnement d'un mois à un an et d'une amende de 2 000 F à 300 000 F ou de l'une de ces deux peines seulement. »
La peine prévue est aujourd'hui « d'un an d'emprisonnement et de 45 000 euro d'amende ou de l'une de ces deux peines seulement »,
Sur le plan international, c'est en premier lieu à l'Unesco qu'il incombe de promouvoir la lutte contre le racisme, comme le déclare ouvertement la charte constitutive de l'institution de 1945. En pratique, la visibilité de l'action de cette organisation onusienne dans ce domaine est aujourd'hui très réduite quand on la compare à la protection du patrimoine mondial.

### Sondages
D'après un sondage mené sur 1 011 personnes entre les 17 et 22 novembre 2005 par l'institut CSA, un tiers des Français se déclarait raciste, sans toutefois préciser dans quelle acception de ce terme. Toujours selon la même enquête, 63 % de la population pensait que « certains comportements peuvent justifier des réactions racistes ». Un sondage similaire réalisé au Québec du 22 décembre 2006 au 3 janvier 2007 par l'institut Léger Marketing, prétendait donner comme analyse que 59 % des Québécois étaient faiblement, moyennement ou fortement racistes. Comme le précédent, ce sondage réalisé dans le contexte d'un débat parfois tendu sur la question des accommodements raisonnables a déclenché une polémique dans la province, en particulier sur la même absence de définition claire au concept de « racisme ». La question posée était « Vous, personnellement, à quel point vous considérez-vous raciste ? ».
Les études scientifiques sur le racisme ne sont jamais menées de manière aussi directe, mais par l'utilisation de différentes questions servant à définir des indicateurs de racisme.

### Ouvrages généraux analysant le racisme
- Benedetto Croce, « Formations historiques et formations naturelles », in L'Histoire comme pensée et comme action, 1938.
- Hannah Arendt, « La Pensée raciale avant le racisme » in Les Origines du totalitarisme, Tome II, Chapitre 2. 1951.
- Gordon Allport, The Nature of Prejudice, MA : Addison-Wesley Pub. Co., 1954.
- John Howard Griffin, Dans la peau d'un Noir, 1961.
- Marcel Lucien Goldschmid, Black Americans and White Racism, MA : Holt McDougal., 1970,384 p.  (ISBN 978-0030776854).
- Colette Guillaumin, L'Idéologie raciste, 1972.
- Christian Delacampagne, L'invention du racisme, Antiquité et Moyen Âge, Paris, Fayard, 1983, 353 p. (ISBN 2-213-01117-6).
- Pierre-André Taguieff, La Force du préjugé. Essai sur le racisme et ses doubles, La Découverte, Paris, 1987.
- Albert Memmi, Le racisme, Folio. 1994.
- Étienne Balibar et Immanuel Wallerstein, Race, nation, classe - Les identités ambiguës, La Découverte, 1988 réédition 1997.
- Charles W. Mills (1951-2021), Le contrat racial (en) (1997)
- Michel Wieviorka, Le Racisme : une introduction, Paris - La Découverte, 1998.
- Tahar Ben Jelloun, Le racisme expliqué à ma fille, Seuil, 1998.
- Christian Delacampagne, Une histoire du racisme, Le livre de poche, Paris, 2000.
- George M. Fredrickson, Le Racisme. Une histoire, Liana Levi, 2003.
- Denis Blondin, Les deux espèces humaines. Autopsie du racisme ordinaire, 2004.
- Hanania Alain Amar, Thierry Féral, Le Racisme, ténèbres des consciences : essai, Paris, L'Harmattan, 2004, 209 pages, « Avertissement » de Thierry Féral, p. 10  (ISBN 978-2-7475-7521-8).
- Margarita Sanchez-Mazas, Racisme et xénophobie, Paris: Presses universitaires de France, 2004.
- Margarita Sanchez-Mazas et Laurent Licata, L'Autre: Regards psychosociaux, Saint-Martin d'Hères: Presses Universitaires de Grenoble, 2005[122].
- Marie-Hélène Parizeau et Soheil Kash, Néoracisme et dérives génétiques, Les Presses de l'université Laval, 2006.
- Victor N'Gembo-Mouanda, Le Racisme, la honte d'une société qui se dit civilisée, Éditions Le Manuscrit, Paris, 2007.
- Pierre Tevanian, La Mécanique raciste, Dilecta, 2008  (ISBN 978-2-916275-44-4).
- André Pichot, La Société pure. De Darwin à Hitler, 2009.
- Esther Benbassa (dir.), Dictionnaire des racismes, de l'exclusion et des discriminations, Larousse, Paris, 2010, 728 p.  (ISBN 978-2-03-583787-5).
- Pierre-André Taguieff (dir.), Dictionnaire historique et critique du racisme, Paris, Presses universitaires de France, coll. « Quadrige. Dicos poche », 2013, XLII-1964 p. (ISBN 978-2-13-055057-0, présentation en ligne).
- Patrick Tort, Sexe, race et culture, Éditions Textuel, 2014, 112 p. (ISBN 978-2845974944, lire en ligne).
- Robert, M et Rousseau, N. (2017). Racisme anti-Noirs, entre méconnaissance et mépris, Bruxelles : Couleur Livres).
- Orban, A-C. (2015). Peut-on encore parler de racisme ?, Bruxelles : Couleur Livres).
- Tania de Montaigne, L’assignation, Éditions Grasset & Fasquelle, 2018.

### En France
- Michel Wieviorka (dir.), La France raciste, Seuil, Paris, 1992
- Benjamin Stora, Le Transfert d'une mémoire - De l'« Algérie française » au racisme anti-arabe, La Découverte, 1999
- Véronique De Rudder, Christian Poiret, François Vourc'h, L'Inégalité raciste. L'universalité républicaine à l'œuvre, PUF, 2000
- Didier Fassin et Éric Fassin (dir.), De la question sociale à la question raciale. Représenter la société française, La Découverte, Paris, 2006
- Olivier Le Cour Grandmaison, La République impériale - Politique et racisme d’État, Fayard, 2009
- Jean-Luc Yacine, Aux sources du racisme antimaghrébin, un impensé post-colonial : de Moreau de Tours à Albert Camus, Édition L’Harmattan, 2023, 78 p. (ISBN 978-2-14-035098-6)
- Karine Rance (dir.) et Eric Saunier (dir.), Race et révolution française, Hémisphères Éditions, 2024, 240 p. (ISBN 978-2377011964)

### Sur le racisme «scientifique»
- George Montandon, La race, les races. Mise au point d'ethnologie somatique, Paris, Payot, 1933
- Stephen Jay Gould, La Mal-mesure de l'homme : l'intelligence sous la toise des savants, (The Mismeasure of Man), 1981  (ISBN 978-0-393-31425-0)
- Elazar Barkan, The retreat of scientific racism : changing concepts of race in Britain and the United States between the world wars, Cambridge university press, Cambridge, 1992
- Carole Reynaud-Paligot, La République raciale. Paradigme racial et idéologie républicaine (1860-1930), Presses universitaires de France, Paris, 2006
- Aurélien Aramini et Elena Bovo (dir.), La pensée de la race en Italie : Du romantisme au fascisme, Besançon, Presses universitaires de Franche-Comté, coll. « Les Cahiers de la MSHE Ledoux », 2018 (ISBN 978-2-84867-792-7, DOI 10.4000/books.pufc.5058 , lire en ligne)

### Articles
- Philippe Testard-Vaillant, « La couleur de la peau, à l'origine du racisme », in Journal du CNRS no 173, juin 2004, article sur le site du CNRS
- Isaac Saney, « Les origines du racisme », Shunpiking Magazine no 38, janvier 2007, article sur le site shunpiking.com

### Témoignages
- John Howard Griffin, Dans la peau d'un Noir, en 1961 En 1959, le journaliste et écrivain fait l'expérience de la ségrégation raciale dans le Sud des États-Unis en teignant sa peau en noir
- En 1984, une expérience a été menée en Suisse, à l'initiative du réalisateur Yvan Dalain et du sociologue Jean-Pierre Friedmannqui, qui consistait à réunir dans un refuge pendant quatre jours, huit personnes, racistes et victimes du racisme. Filmé à la manière d'une téléréalité, ils ont abouti à un documentaire intitulé "Au cœur du racisme", où chacun des protagonistes a pu exprimer son point de vue et son témoignage aux autres participants[123].
- Au cœur du racisme, (partie 1), document vidéo de la Radio télévision suisse.
- Au cœur du racisme, (partie 2), document vidéo de la Radio télévision suisse.

### Ouvrages ayant influencé les doctrines racistes
- Joseph-Arthur de Gobineau, Essai sur l'inégalité des races humaines, 1853
- Houston Stewart Chamberlain, La Genèse du XIXe siècle, 1899
- Adolf Hitler, Mein Kampf, 1925

#### Associations en Europe
- Ligue internationale contre le racisme et l'antisémitisme (LICRA)
- Réseau d’information européen sur le racisme et la xénophobie (RAXEN)
- Observatoire européen des phénomènes racistes et xénophobes
- Mouvement contre le racisme et pour l'amitié entre les peuples (MRAP) - France
- SOS Racisme - France
- Centre pour l'égalité des chances et la lutte contre le racisme - Belgique
- Mouvement contre le racisme, l'antisémitisme et la xénophobie (MRAX) - Belgique
- BePax - Belgique